# رايلي دارنيل
رايلي دارنيل (بالإنجليزية: Riley Darnell)‏ هو محامي وسياسي أمريكي، ولد في 13 مايو 1940. انتخب عضو مجلس نواب تينيسي وانتخب عضو مجلس ولاية تينيسي.